# Амангельди (Урджарський район)
Амангельди́ (каз. Амангельды) — село у складі Урджарського району Абайської області Казахстану. Входить до складу Акжарського сільського округу.
Населення — 129 осіб (2021; 197 у 2009, 225 у 1999, 271 у 1989).
Національний склад станом на 1989 рік:
- казахи — 100 %